# Сад на берегу Оронта
«Сад на берегу́ Оро́нта» (фр. Un jardin sur l'Oronte) — роман французского писателя Мориса Барреса, послуживший источником сюжета одноимённой оперы. Впервые опубликован в 1922 году. Перевод романа на русский язык опубликован в 1924 году в Петрограде.
Проникнутое персидской поэзией и мечтой об экзотическом прошлом произведение встретило непонимание и критику. Автор в своих работах часто стремился к синкретизму Франции, Германии и Востока.

## Сюжет
После шести месяцев осады французские рыцари захватили сирийский эмират на берегу Оронта. Завоеватели задумывают устройство нового государства, которое будет одновременно и сирийским, и франкским, где будет исповедоваться христианство.